# Minkowski-Ungleichung
Die Minkowski-Ungleichung, auch als Minkowski'sche Ungleichung oder Ungleichung von Minkowski bezeichnet, ist eine Ungleichung im Grenzgebiet zwischen der Maßtheorie und der Funktionalanalysis, zwei Teilbereichen der Mathematik. Sie wird in unterschiedlichen Versionen formuliert, meist für den Folgenraum {\displaystyle \ell ^{p}} sowie die Lebesgue-Räume {\displaystyle L^{p}} und {\displaystyle {\mathcal {L}}^{p}}. In diesen Räumen entspricht sie der Dreiecksungleichung und macht diese somit zu normierten Räumen (im Falle von {\displaystyle {\mathcal {L}}^{p}} zu einem halbnormierten Raum).
Sie ist nach Hermann Minkowski benannt, der die Ungleichung für unendliche Summen erstmals 1896 im ersten Band seiner Geometrie der Zahlen zeigte.

## Formulierung für Lp-Räume
Sei {\displaystyle p\in [1,\infty ]} und {\displaystyle L^{p}=L^{p}(\Omega ,{\mathcal {A}},\mu )} der entsprechende Lp-Raum. Es sei {\displaystyle \|\cdot \|_{L^{p}}} die entsprechende {\displaystyle L^{p}}-Norm. Für ein {\displaystyle f\in L^{p}} ist also
{\displaystyle \|f\|_{L^{p}}:={\begin{cases}\left(\int _{\Omega }|f|^{p}\mathrm {d} \mu \right)^{\tfrac {1}{p}}&{\text{ für }}p\in [1,\infty )\\\mathrm {ess} \sup _{x\in \Omega }|f(x)|&{\text{ für }}p=\infty \end{cases}}}.
Hierbei bezeichnet {\displaystyle \mathrm {ess} \sup } das wesentliche Supremum. Die Minkowski-Ungleichung besagt dann:
Ist {\displaystyle f\in L^{p}} und {\displaystyle g\in L^{p}}, so gilt
{\displaystyle \|f+g\|_{L^{p}}\leq \|f\|_{L^{p}}+\|g\|_{L^{p}}}.
Die Ungleichung gilt auch in {\displaystyle {\mathcal {L}}^{p}={\mathcal {L}}^{p}(\Omega ,{\mathcal {A}},\mu )} (siehe Lp-Raum#Definition). Die {\displaystyle {\mathcal {L}}^{p}}-(Halb-)Norm wird identisch wie die {\displaystyle L^{p}}-Norm definiert, aber mit {\displaystyle \|\cdot \|_{{\mathcal {L}}^{p}}} bezeichnet. Die Minkowski-Ungleichung besagt dann:
Ist {\displaystyle f\in {\mathcal {L}}^{p}} und {\displaystyle g\in {\mathcal {L}}^{p}}, so gilt
{\displaystyle \|f+g\|_{{\mathcal {L}}^{p}}\leq \|f\|_{{\mathcal {L}}^{p}}+\|g\|_{{\mathcal {L}}^{p}}}.

## Formulierung für messbare Funktionen
Die Minkowski-Ungleichung lässt sich auch etwas allgemeiner für messbare Funktionen formulieren. Mit den Vereinbarungen {\displaystyle \infty ^{p}=\infty ,\;\infty ^{-p}=0} für {\displaystyle p\in (0,\infty )} definiert man
{\displaystyle I_{p}(f):={\begin{cases}\left(\int _{X}|f|^{p}\mathrm {d} \mu \right)^{\tfrac {1}{p}}&{\text{ für }}p\in [1,\infty )\\\mathrm {ess} \sup _{x\in X}|f(x)|&{\text{ für }}p=\infty \end{cases}}},
wobei {\displaystyle f} eine messbare Funktion von dem Maßraum {\displaystyle (X,{\mathcal {A}},\mu )} nach {\displaystyle {\overline {\mathbb {K} }}} ist. Hierbei ist  {\displaystyle \mathbb {K} =\mathbb {R} } oder {\displaystyle \mathbb {K} =\mathbb {C} }. Dann lautet die Minkowski-Ungleichung:
Sind die Funktionen {\displaystyle f,g} von {\displaystyle X} nach {\displaystyle {\overline {\mathbb {K} }}} beide messbar, so gilt
{\displaystyle I_{p}(f+g)\leq I_{p}(f)+I_{p}(g)}.

## Formulierung für Folgen
Die Minkowski-Ungleichung gilt auch für Folgen in {\displaystyle \mathbb {R} } oder in {\displaystyle \mathbb {C} }, unabhängig davon, ob die Folgen konvergieren. Sie lautet dann
{\displaystyle \left(\sum _{k=1}^{\infty }|x_{k}+y_{k}|^{p}\right)^{1/p}\leq \left(\sum _{k=1}^{\infty }|x_{k}|^{p}\right)^{1/p}+\left(\sum _{k=1}^{\infty }|y_{k}|^{p}\right)^{1/p}}
für {\displaystyle p\in [1,\infty )}.
Beschränkt man sich auf den passenden Folgenraum {\displaystyle \ell ^{p}} mit der Norm
{\displaystyle \|(x_{n})_{n}\|_{\ell ^{p}}:=\left(\sum _{n=1}^{\infty }|x_{n}|^{p}\right)^{\frac {1}{p}}},
so lautet die Minkowski-Ungleichung
{\displaystyle \|(x_{n})_{n}+(y_{n})_{n}\|_{\ell ^{p}}\leq \|(x_{n})_{n}\|_{\ell ^{p}}+\|(y_{n})_{n}\|_{\ell ^{p}}}.
für Folgen {\displaystyle (x_{n})_{n\in \mathbb {N} },(y_{n})_{n\in \mathbb {N} }} aus {\displaystyle \ell ^{p}}. Dies kann als Sonderfall der Ungleichung für den {\displaystyle L^{p}} angesehen werden, wenn man als Grundmenge die natürlichen Zahlen wählt und als Maß das Zählmaß.

## Beweis
Die Minkowski-Ungleichung ist für {\displaystyle p=1} und {\displaystyle p=\infty } trivial. Es sei daher {\displaystyle 1<p<\infty }. Da {\displaystyle x\mapsto |x|^{p}} eine konvexe Funktion ist, gilt
{\displaystyle |f+g|^{p}=2^{p}\cdot \left|{\frac {1}{2}}\,f+{\frac {1}{2}}\,g\right|^{p}\leq 2^{p-1}(|f|^{p}+|g|^{p})}
und daher {\displaystyle f+g\in L^{p}(S)}.
Sei im Folgenden ohne Beschränkung der Allgemeinheit {\displaystyle \|f+g\|_{p}>0}. Es gilt:
{\displaystyle {\begin{aligned}|f+g|^{p}&=(|f+g|)(|f+g|)^{p-1}\\&\leq (|f|+|g|)(|f+g|)^{p-1}\\&=\left(|f|\cdot |f+g|^{p-1}\right)+\left(|g|\cdot |f+g|^{p-1}\right)\\\end{aligned}}}
Sei {\displaystyle q:={\tfrac {p}{p-1}}}. Dann ist q der zu p konjugierte Hölder-Exponent, es gilt: {\displaystyle {\tfrac {1}{p}}+{\tfrac {1}{q}}=1}
Nach der Hölder-Ungleichung gilt:
{\displaystyle {\begin{aligned}\|f+g\|_{p}^{p}=\int _{S}|f+g|^{p}&\leq \int _{S}\left(|f|\cdot |f+g|^{p-1}\right)+\int _{S}\left(|g|\cdot |f+g|^{p-1}\right)\\&\leq \|f\|_{p}\cdot \||f+g|^{p-1}\|_{q}+\|g\|_{p}\cdot \||f+g|^{p-1}\|_{q}\\[.2em]&=(\|f\|_{p}+\|g\|_{p})\cdot \||f+g|^{p-1}\|_{q}\\&=(\|f\|_{p}+\|g\|_{p})\cdot \left(\int _{S}|f+g|^{(p-1)\cdot {\frac {p}{p-1}}}\right)^{1-{\frac {1}{p}}}\\&=(\|f\|_{p}+\|g\|_{p})\cdot {\frac {\int _{S}|f+g|^{p}}{\left(\int _{S}|f+g|^{p}\right)^{\frac {1}{p}}}}\\&=(\|f\|_{p}+\|g\|_{p})\cdot {\frac {\|f+g\|_{p}^{p}}{\|f+g\|_{p}}},\\\end{aligned}}}
Dies impliziert die Minkowski-Ungleichung nach Multiplikation beider Seiten mit {\displaystyle {\tfrac {\|f+g\|_{p}}{\|f+g\|_{p}^{p}}}}.

## Verallgemeinerung (Minkowski-Ungleichung für Integrale)
Seien {\displaystyle (S_{1},\mu _{1})} und {\displaystyle (S_{2},\mu _{2})} zwei Maßräume und {\displaystyle F:S_{1}\times S_{2}\to \mathbb {K} } eine messbare Funktion, dann gilt (Minkowski-Ungleichung für Integrale):
{\displaystyle \left[\int _{S_{2}}\left(\int _{S_{1}}|F(x,y)|\,d\mu _{1}(x)\right)^{p}d\mu _{2}(y)\right]^{1/p}\leq \int _{S_{1}}\left(\int _{S_{2}}|F(x,y)|^{p}\,d\mu _{2}(y)\right)^{1/p}d\mu _{1}(x),}
für {\displaystyle 1\leq p<\infty }. Ist {\displaystyle 1<p<\infty } und beide Seiten endlich, so gilt Gleichheit genau dann, wenn sich {\displaystyle |F|} als Produkt {\displaystyle |F|(x,y)=\varphi (x)\psi (y)} zweier messbarer Funktionen {\displaystyle \phi \colon S_{1}\to [0,\infty )} und {\displaystyle \psi \colon S_{2}\to [0,\infty )} schreiben lässt.
Wählen wir {\displaystyle (S_{1},\mu _{1})} als die zwei-elementige Menge {\displaystyle \{1,2\}} mit dem zählenden Maß, so erhalten wir als Spezialfall wieder die übliche Minkowski-Ungleichung, mit {\displaystyle f_{i}=F(i,\,\cdot \,)} für {\displaystyle i=1,2} ist nämlich
{\displaystyle {\begin{aligned}\|f_{1}+f_{2}\|_{p}&=\left[\int _{S_{2}}\left|\int _{S_{1}}F(x,y)\,d\mu _{1}(x)\right|^{p}d\mu _{2}(y)\right]^{1/p}\\&\leq \int _{S_{1}}\left(\int _{S_{2}}|F(x,y)|^{p}\,d\mu _{2}(y)\right)^{1/p}d\mu _{1}(x)\\&=\|f_{1}\|_{p}+\|f_{2}\|_{p}.\end{aligned}}}